# Інзенський район
Інзенський район (рос. Инзенский район) — адміністративно-територіальна одиниця (район) та муніципальне утворення (муніципальний район) у західній частині Ульяновської області Росії.
Адміністративний центр — місто Інза.

## Історія
Інзенський район утворений у 1929 році з частини території Карсунського повіту та частини Городищенського повіту, з адміністративним центром – Інза та увійшов до складу Сизранського округу Середньо-Волзької області.

## Населення
| 1939    | 1989    | 2002    | 2009    | 2010    | 2011    | 2012    |
| ------- | ------- | ------- | ------- | ------- | ------- | ------- |
| 60 148  | ↘59 539 | ↘40 083 | ↘35 437 | ↘33 877 | ↘33 462 | ↘33 019 |
| 2013    | 2014    | 2015    | 2016    | 2017    | 2018    | 2019    |
| ↘32 361 | ↘31 696 | ↘31 094 | ↘30 564 | ↘30 145 | ↘29 686 | ↘29 059 |
| 2020    | 2021    |         |         |         |         |         |
| ↘28 508 | ↘26 980 |         |         |         |         |         |